# Parafia św. Michała Archanioła w Starych Siołkowicach
Parafia św. Michała Archanioła – rzymskokatolicka parafia położona przy ulicy św. Michała 1 w Starych Siołkowicach. Parafia należy do dekanatu Siołkowice w diecezji opolskiej.

## Historia parafii
Powstanie Starych Siołkowic datowane jest na 1387 rok. Kościół parafialny wybudowano w 1588 roku. Istniał on do 1822 roku. Obecna budowla powstała w 1830 roku. W 1883 roku z parafii wyodrębnił się Popielów, a w 1884 roku Chróścice, które utworzyły własne parafie.
Proboszczem parafii jest ksiądz Andrzej Walczak. 

## Liczebność i zasięg parafii
Parafię zamieszkuje 2000 mieszkańców, zasięgiem duszpasterskim obejmuje ona miejscowości:
- Stare Siołkowice,
- Nowe Siołkowice.

### Szkoły i przedszkola
- Publiczne Gimnazjum w Starych Siołkowicach,
- Publiczna Szkoła Podstawowa w Starych Siołkowicach,
- Publiczne Przedszkole w Starych Siołkowicach.[4]

## Duszpasterze

### Proboszczowie po 1945 roku
- ks. Teofil Plotnik,
- ks. Eryk Kokot,
- ks. Ernest Mateja,
- ks. Gerard Fuhl,
- ks. Jarosław Ostrowski
- ks. Andrzej Walczak[3]

### Wikariusze po 1945 roku
- ks. Tadeusz Kaczorowski,
- ks. Hubert Wurst,
- ks. Ginter Kusz,
- ks. Alojzy Muszalik,
- ks. Stanisław Czerski,
- ks. Eugeniusz Stercuła,
- ks. Emanuel Kostka,
- ks. Józef Białas,
- ks. Joachim Kurek,
- ks. Alojzy Kotula,
- ks. Antoni Król,
- ks. Konrad Czaplak,
- ks. Michał Chmiel.

### Rezydenci parafii
- ks. Zbigniew Longin Paszkowski - kapelan Centrum Opieki Paliatywnej.[4]